# Robert Muldoon

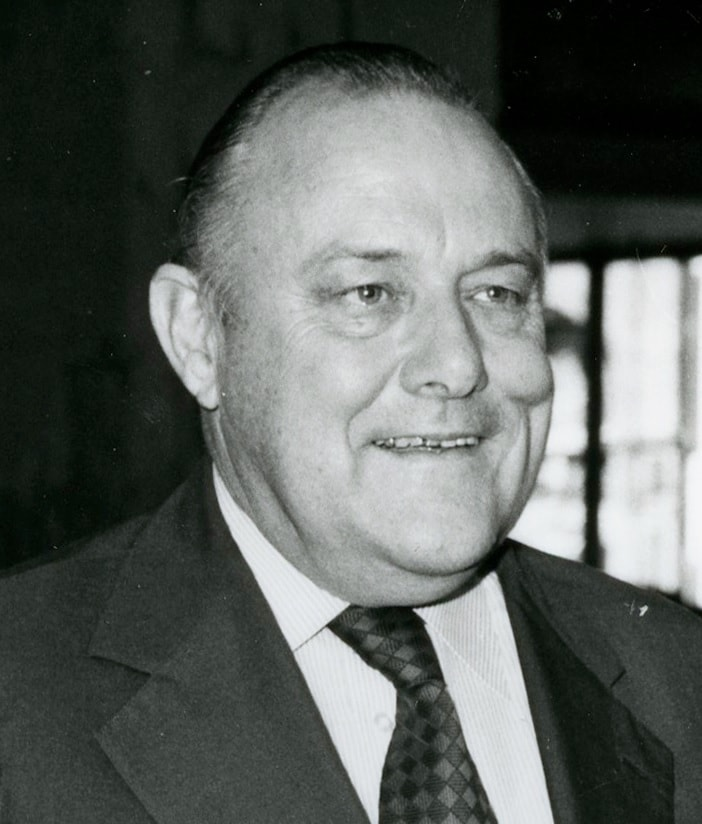
Muldoon en 1978

Sir Robert David Muldoon, conocido como Robert Muldoon, (25 de septiembre de 1921 – 5 de agosto de 1992) fue un político neozelandés, que se desempeñó como primer ministro de Nueva Zelanda entre 1975 de 1984, mientras era líder del Partido Nacional de Nueva Zelanda.
Sirvió como soldado y sargento durante la Segunda Guerra Mundial y de regreso a Nueva Zelanda, terminó sus estudios como contador. Primeramente, fue elegido en 1960 como Miembro de la Cámara de Representantes por Temaki en 1960. Y luego se desempeñó en diversos cargos de manera sucesiva como ministro de Turismo, ministro de Finanzas, primer ministro interino. En 1974 se convirtió en líder de la oposición, llevando a su partido a la victoria en las elecciones de 1975, para convertirse en primer ministro.
Su política exterior estuvo marcada por el anticomunismo. Robert Muldoon condenó el comunismo como una "filosofía colectivista extranjera". A finales de la década de 1960, criticó públicamente a los líderes religiosos que habían denunciado el apartheid en Sudáfrica, por considerar que hacían el juego a la Unión Soviética y a los comunistas. También criticó al movimiento sindical por estar, en su opinión, bajo la influencia comunista y acusó al Partido Comunista de instigar huelgas y manifestaciones contra la presencia de la Marina estadounidense y las relaciones de Nueva Zelanda con Sudáfrica.
En 1979 se alineó con la decisión del presidente estadounidense Jimmy Carter de boicotear los Juegos Olímpicos de Moscú 1980 en protesta por la intervención soviética en Afganistán. El embajador soviético fue expulsado en 1980. En 1982, apoyó al Reino Unido contra Argentina durante la guerra de las Malvinas. Los buques de guerra neozelandeses vinieron a ocupar el lugar de los buques británicos en el océano Índico para que estos últimos pudieran participar en la guerra.
En 1985, se opuso al proyecto de ley presentado por los diputados laboristas para despenalizar la homosexualidad. Criticó las reformas económicas neoliberales adoptadas en los años 80 y 90 por los partidos Laborista y Nacional.